# Paso de fauna

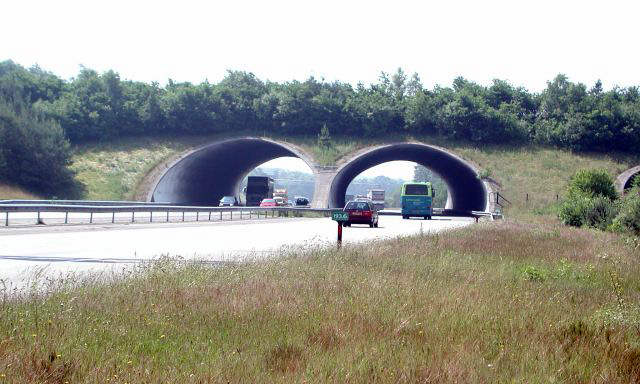
Ecoducto sobre la autopista A50 en los Países Bajos.

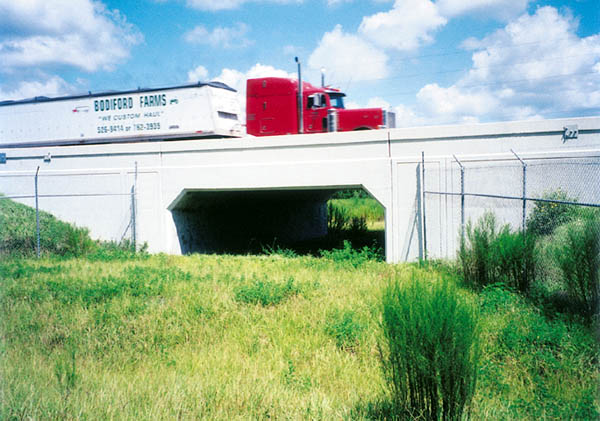
Florida Ruta Estatal 46. Fue elevada sobre este paso inferior. Son de notar las vallas de embudo a ambos lados del cruce.

Los pasos de fauna, ecoductos o puentes verdes son estructuras que permiten a los animales cruzar autopistas o líneas férreas acondicionados con vegetación que permiten conectar hábitats adyacentes a la vía. Pueden incluir túneles; viaductos y puentes (principalmente para animales grandes de rebaño); túneles para anfibios; escaleras para peces; túneles y drenajes (para mamíferos pequeños, como nutrias, erizos y tejones); azoteas verdes (para mariposas y aves) y tendidos de cable o cuerda (para mamíferos arbóreos como monos y ardillas).
Los pasos de fauna son una práctica de conservación de hábitat, que permite las conexiones o reconexiones entre hábitats, combatiendo la fragmentación de hábitat. También ayudan a evitar las colisiones fauna-vehículos, las cuales además de matar o herir a la fauna pueden causar daño y muerte a humanos, así como daños a la propiedad.
En determinadas ocasiones también son instalados para facilitar el tránsito del ganado en régimen extensivo.

## Las carreteras y la fragmentación de hábitat
La Fragmentación de hábitat ocurre cuándo las barreras construidas por humanos – como carreteras, ferrocarriles, canales, líneas de poder eléctrico, y ductos – penetran y dividen el hábitat de la vida silvestre (Primack 2006). De entre estas barreras, las carreteras tienen los impactos más extendidos y perjudiciales (Spellerberg, 1998). Los científicos estiman que el sistema de las carreteras de los Estados Unidos impacta los ecosistemas de al menos una quinta parte de la superficie del país (Forman, 2000).
Desde hace muchos años los ecólogos y conservacionistas han documentado la relación adversa entre las carreteras y la fauna. Jaeger Et al. (2005) identifican cuatro maneras en que las carreteras y el tráfico impactan perjudicialmente a las poblaciones de fauna:
- Reducen la cantidad y calidad de hábitat.
- Aumentan la mortalidad debido a las colisiones fauna-vehículos (atropellamientos).
- Impiden el acceso a recursos al otro lado de la carretera.
- Dividen las poblaciones de fauna y flora en subpoblaciones más pequeñas y más vulnerables (fragmentación). La fragmentación de hábitat puede llevar a la extinción o extirpación si el acervo génico de una población es reducido lo suficiente.

Los primeros tres impactos (Pérdida de hábitat, Atropellamientos, y Aislamiento de los recursos) ejercen presión en varias poblaciones animales al reducir los recursos disponibles y matando directamente a los individuos en una población. Por ejemplo, Bennett (1991) encontró que los atropellamientos de fauna no representan una amenaza significativa para las poblaciones sanas pero puede ser devastadores para las poblaciones pequeñas, las que están en reducción o las amenazadas.
La mortalidad de fauna en carreteras ha impactado significativamente a un número prominente de especies en los Estados Unidos, incluyendo al venado cola-blanca, a las panteras de Florida (Puma concolor coryi), y a los osos negros (Clevenger et al. 2001). Además, la pérdida de hábitat puede ser directa, si el hábitat es destruido para construir una carretera; o indirecto, si la calidad del hábitat cercano a las carreteras, es afectada debido a las emisiones de las carreteras (p. ej. ruido, luz, escurrimientos, contaminación, etc.) (Jaeger Et al. 2005). Finalmente, las especies que son incapaces de migrar atravesando las carreteras para alcanzar recursos como alimento, refugio o pareja, experimentarán índices reproductivos y de supervivencia reducidos los cuales pueden poner en riesgo su viabilidad (Noss et al., 1996).
Además de los primeros tres factores, estudios numerosos han demostrado que la construcción y el uso de carreteras son una fuente directa de fragmentación de hábitat (Spellerberg 1998). Como se menciona arriba, las poblaciones rodeadas por carreteras son menos susceptibles de recibir inmigrantes de otros hábitats y como resultado, sufren de una carencia de diversidad genética. Estas poblaciones pequeñas son particularmente vulnerables a la extinción debido a eventos Estocásticos demográficos, genéticos o medioambientales, porque no contienen bastantes alelos para adaptarse a presiones selectivas nuevas como cambios en temperatura, hábitat, y disponibilidad de alimento (Primack 2006).
La relación entre las carreteras y la fragmentación de hábitat está bien documentada. Un estudio encontró que las carreteras contribuyen más a la fragmentación, en hábitats de bosque, que los cortes a hecho o aclareos (Reed et al. 1996). Otro estudio concluyó que la fragmentación, por carreteras, de los bosques anteriormente contiguos en América del Norte oriental, es la principal causa para la disminución de especies de aves del bosque y también ha hecho un daño significativo a mamíferos pequeños, insectos y reptiles en los Estados Unidos (Spellerberg, 1998). Después de años de investigación los biólogos están de acuerdo en que las carreteras y el tráfico lleva a la fragmentación de hábitat, el aislamiento y los atropellamientos de fauna, todo lo cual se combina para amenazar significativamente la viabilidad de las poblaciones de fauna en todo el mundo.

## Colisiones fauna-vehículos

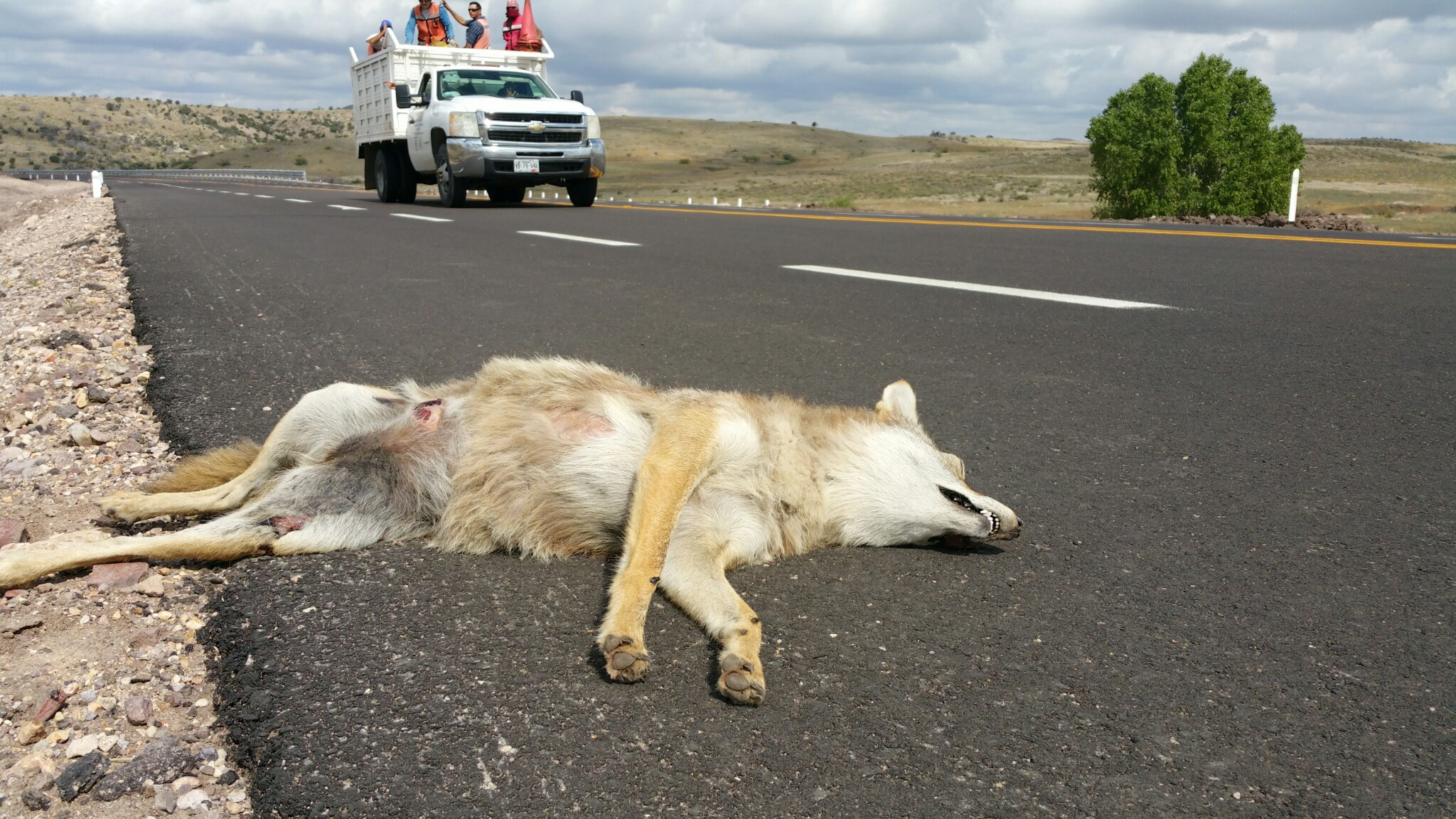
Coyote atropellado en la Carretera Federal 2 en Sonora México

Además de las preocupaciones de conservación, las colisiones fauna-vehículos tienen un costo significativo para las poblaciones humanas porque dañan propiedad y hieren y matan a los automovilistas.Bruinderink y Hazebroek (1996) & Hazebroek (1996) estimaron el número de colisiones con ungulados en Europa en 507,000 por año, resultando en 300 personas muertas, 30 000 heridas, y daños a propiedad que superan los mil millones de dólares. En paralelo, 1.5 millones de accidentes de tráfico que implican a venados en los Estados Unidos causan un estimado $1.1 mil millones de dólares en daños a vehículos cada año (Donaldson 2005).
Los temas de conservación asociados con carreteras (mortalidad de fauna y fragmentación de hábitat) aunados a los sustanciales costos humanos y económicos que resultan de las colisiones fauna-vehículo han provocado que científicos, ingenieros, y autoridades de transporte consideren un número de herramientas de mitigación para reducir el conflicto entre las carreteras y la vida silvestre. De las opciones actualmente disponibles, las estructuras conocidas como Pasos de fauna han sido las más exitosas en reducir tanto la fragmentación de hábitat como las colisiones fauna-vehículos causadas por carreteras (Knapp et al., 2004, Clevenger, 2006).

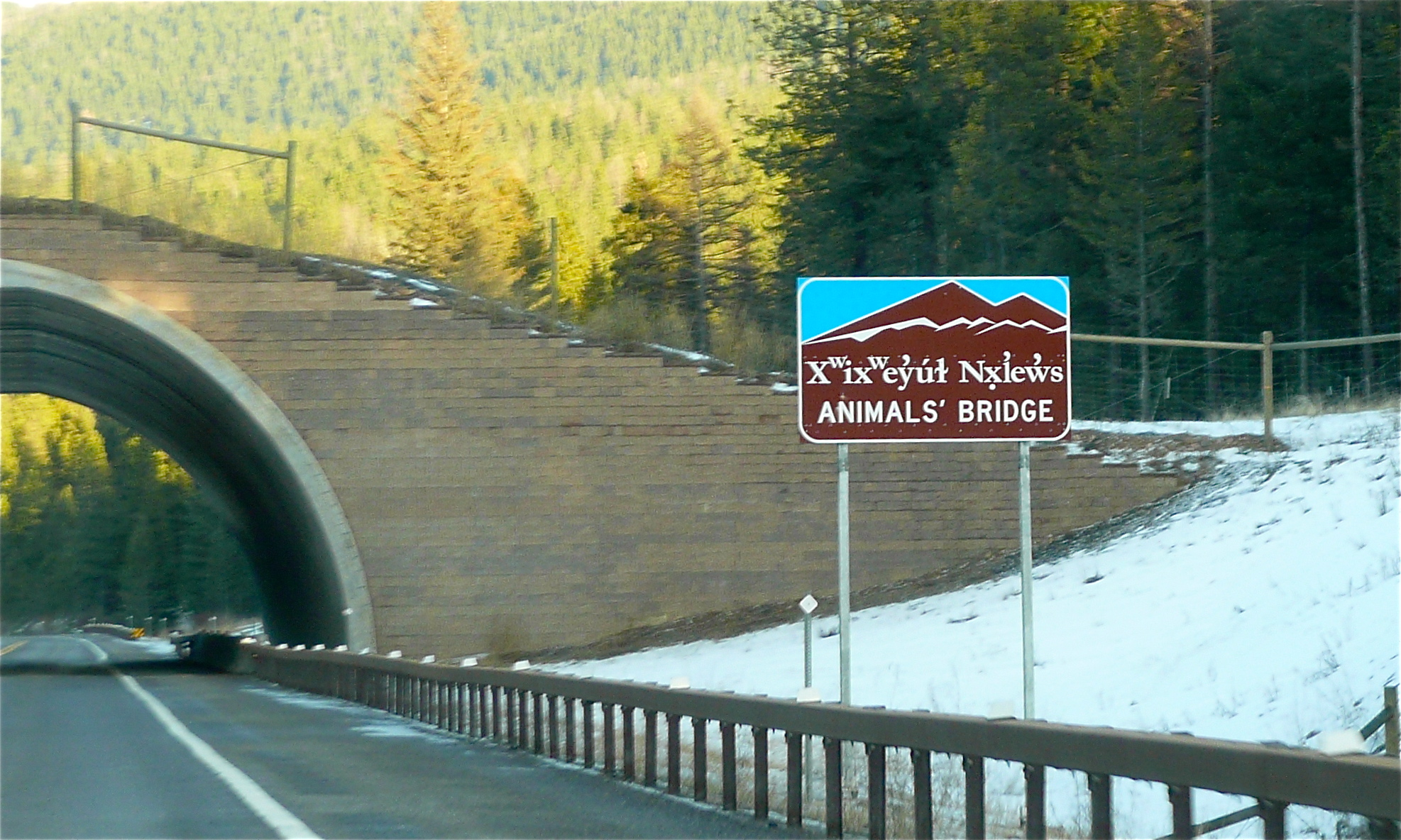
"Puente de animales," en la Reserva India Flathead en Montana, utilizado por osos grizzly y negros, venados, antes, pumas y otros

Los Pasos de fauna son pasajes estructurales por debajo o por encima de carreteras, que están diseñados para facilitar el movimiento seguro de la fauna que atraviesa las carreteras (Donaldson, 2005). En años recientes, biólogos de conservación y manejadores de vida silvestre han promovido los pasos de fauna, aunados a cercos al lado del camino, como una forma de aumentar la permeabilidad de las carreteras y la conectividad del hábitat y al mismo tiempo reducir las colisiones fauna-vehículo. El término "pasos de fauna" es un concepto sombrilla que engloba pasos por debajo de las carreteras, por encima, ecoductos, puentes verdes, túneles para anfibios y pequeños mamíferos, y viaductos de fauna (Bank et al. 2002) así como tendidos de cable o cuerda para mamíferos arbóreos. Todas estas estructuras están diseñadas para proporcionar corredores semi-naturales encima y debajo de carreteras para que los animales puedan cruzar a salvo sin ponerse en peligro y sin poner en peligro a los automovilistas.

## Historia y ubicación
Los primeros pasos de fauna fueron construidos en Francia durante la década de 1950 (Chilson, 2003). Los países europeos incluyendo los Países Bajos, Suiza, Alemania, y Francia han utilizado varias estructuras de cruce, para reducir el conflicto entre la fauna y las carreteras, por varias décadas y utilizan una variedad de pasos superiores e inferiores para proteger y re-establecer a la vida silvestre como: anfibios, mustélidos, ungulados, invertebrados, y mamíferos pequeños (Bank et al. 2002).
La Humane Society of the United States (Sociedad Protectora de Animales de Los Estados Unidos) reporta que los más de 600 túneles instalados bajo carreteras importantes y menores en los Países Bajos han ayudado a aumentar sustancialmente los niveles de población del tejón europeo, especie en peligro de extinción. El "ecoducto" más largo , cercano a Crailo en los Países Bajos, recorre 800 m y abarca una carretera, un ferrocarril y un campo de golf.
Los pasos de fauna se están volviendo cada vez más comunes en Canadá y los Estados Unidos. Pasos de fauna reconocibles se encuentran en el parque nacional Banff en Alberta, donde pasos superiores con vegetación proporcionan paso seguro sobre la Carretera transcanadiense para osos, alces, venados, lobos, antes, y muchas otras especies (Clevenger 2007). Los 24 pasos de fauna en Banff fueron construidos como parte de un proyecto de mejora de la carretera en 1978 (Clevenger 2007). En los Estados Unidos, se han construido miles de pasos de fauna en los últimos 30 años, incluyendo drenajes, puentes, y pasos superiores.  Estos han sido usados para proteger cabras de montaña en Montana, Ambystoma maculatum en Massachusetts, borrego cimarrón en Colorado, tortugas de desierto en California, y panteras de Florida en peligro de extinción en Florida (Chilson 2003).

## Costos y beneficios
Los beneficios derivados de construir pasos de fauna para extender corredores de migración para la fauna por encima y debajo las carreteras importantes parecen superar los costos de construcción y mantenimiento. Un estudio estima que añadir pasos de fauna a un proyecto de carretera representa un 7-8% de aumento en el costo total del proyecto (Bank et al. 2002). Teóricamente, los costos monetarios asociados con construir y mantener pasos de fauna en las áreas ecológicamente importantes son menores a los beneficios asociados con proteger poblaciones de vida silvestre, reducir los daños a vehículos y salvar las vidas de automovilistas al reducir el número de Colisiones fauna-vehículos
Un estudio completado, para el Departamento de Transporte del estado de Virginia en Estados Unidos, estimó que los pasos de fauna por debajo de las carreteras se vuelven rentables, en términos de daños a la propiedad, cuándo impiden entre 2.6 y 9.2 colisiones con venados por año, dependiendo del costo del paso de fauna. Aproximadamente 300 venados cruzaron a través de los pasos de fauna en el año en que se realizó el estudio (Donaldson 2005).

## Efectividad
Un número de estudios ha sido conducido para determinar la efectividad de los Pasos de fauna en proporcionar conectividad de hábitat (al proveer corredores de migración viables) y reduciendo las Colisiones fauna-vehículos. La efectividad de estas estructuras parece estar muy relacionada con los sitios específicos (debido a las diferencias en ubicación, estructura, especie, hábitat, etc.) pero los cruces han sido beneficiosos a un número de especies en una variedad de ubicaciones. Las historias de éxito de Pasos de fauna incluyen:

### Parque nacional Banff
El parque nacional Banff ofrece una de las mejores oportunidades de estudiar la efectividad de Pasos de fauna ya que contiene una amplia variedad de especies y está separado en dos por una carretera comercial grande llamada Carretera Transcanadiense (TCH por sus siglas en inglés).  Para reducir los efectos de la THC de cuatro carriles, se construyeron 24 pasos de fauna (22 pasos por debajo y dos pasos por encima) con el fin de asegurar la conectividad del hábitat y proteger a los automovilistas (Clevenger 2007). En 1996, Parks Canada (la agencia nacional de parques naturales de ese país) desarrolló un contrato con investigadores universitarios para evaluar la efectividad de los cruces. La primera década del siglo 21 produjo varias publicaciones que analizas los impactos de los pasos de fauna en varias especies así como en la mortalidad global de vida silvestre. (Clevenger y Waltho, 2000,Clevenger et al., 2001, y Clevenger 2007).

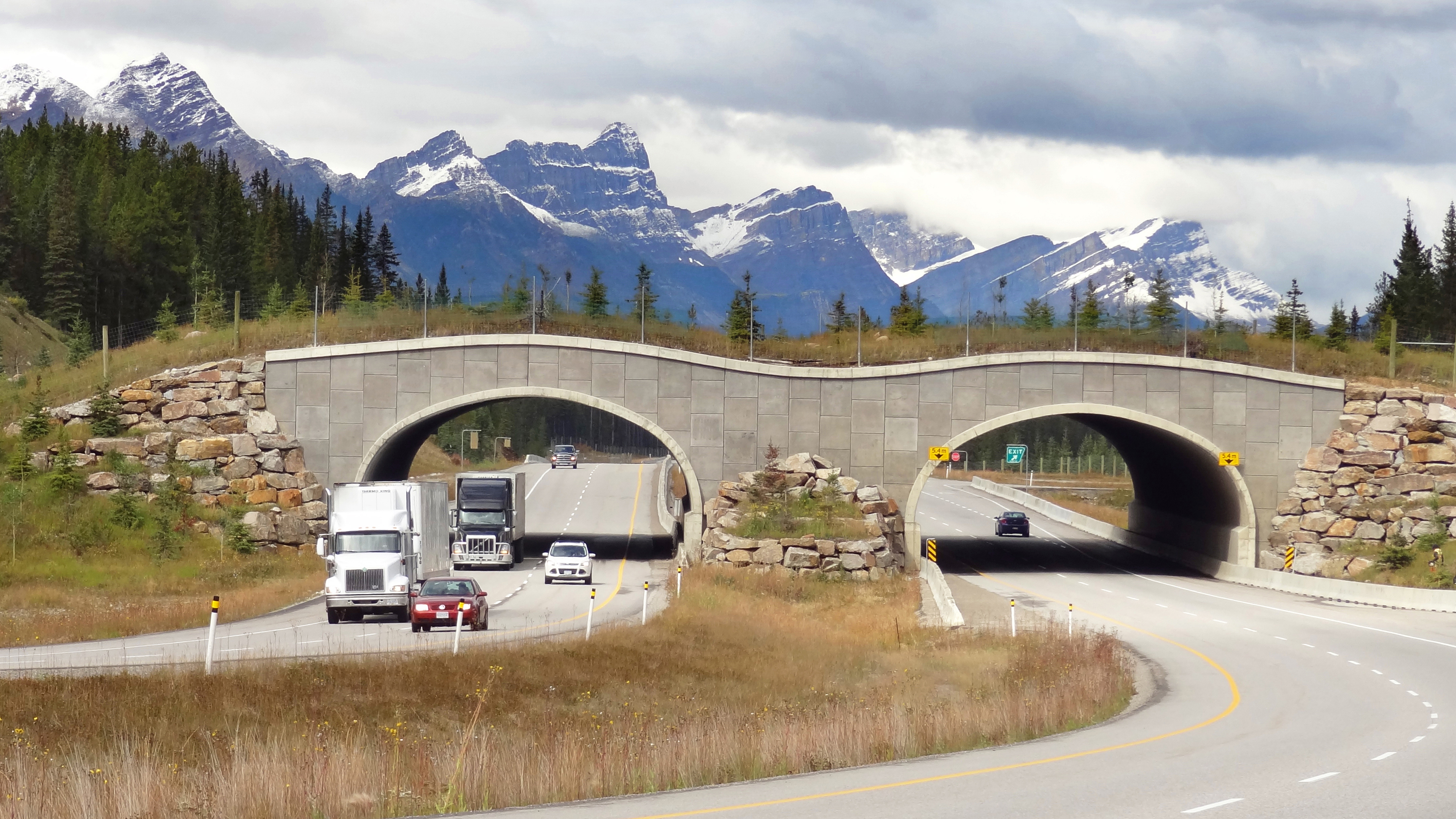
Paso superior de fauna en el parque nacional Banff, Canadá

Utilizando una variedad de técnicas para monitorear los pasos desde su creación, los científicos reportan que 10 especies de mamíferos grandes (incluyendo venado, ante, oso negro, oso grizzly, puma, lobo, alce, y coyote) han utilizado los 24 pasos en Banff un total de 84,000 veces hasta enero de 2007 (Clevenger 2007). La investigación también identificó una "curva de aprendizaje" que muestra que los animales necesitan tiempo para aclimatarse a usar los Pasos de fauna. Por ejemplo, los cruces de osos grizzly aumentaron de siete en 1996 a más de 100 en 2006, a pesar de que el número real de osos individuales que utilizaron las estructuras permaneció constante durante este tiempo, en entre dos y cuatro osos (Parks Canada, resultados no-publicados). Se obtuvo un conjunto similar de observaciones para lobos, con los cruces aumentando de dos a aproximadamente 140 sobre el mismo periodo de 10 años. Sin embargo, en este caso el número real de lobos, en las jaurías que utilizan los cruces, aumentó dramáticamente, de un punto bajo de dos hasta un punto alto de más de 20 individuos. En sintonía con estos resultados Clevenger et al. (2001) informaron que el uso de pasos de fauna y cercado, redujeron la mortalidad de grandes ungulados, inducida por tráfico en la TCH, por más del 80 por ciento. Sin embargo el análisis reciente para carnívoros mostró que los resultados no fueron tan positivos para este otro grupo, con la mortalidad de oso aumentando en promedio un 116 por ciento en paralelo directo al incremento de los volúmenes de tráfico en la carretera, claramente mostrando que el cercado no tuvo ningún efecto en reducir la mortalidad de osos (Hallstrom, Clevenger, Maher y Whittington, en prep). Las investigaciones de los pasos en Banff han mostrado un valor mixto para los pasos de fauna, dependiendo de la especie en cuestión.
Parks Canadá, actualmente está planeando construir 17 pasos adicionales a lo largo de la TCH para aumentar seguridad de los automovilistas cerca el poblado de Lago Louise. La falta de efectividad del vallado estándar para reducir la mortalidad de oso demuestra que pueden ser necesarias medidas adicionales, como las vallas en forma de T, para mitigar eficazmente para osos (Hallstrom, Clevenger, Maher y Whittington, en prep).

## ARC y la Competencia Internacional de Diseño de Infraestructuras de Pasos de Fauna
En 2010, ARC Solutions - una sociedad interdisciplinaria - inició la Competencia Internacional de Diseño de Infraestructuras de Pasos de Fauna para un Paso de fauna en la carretera Interestatal 70 (I-70) cerca de Denver, Colorado. La I-70 es conocida como el "Muro de Berlín" para la fauna de Colorado y los diseñadores tuvieron que tomar en cuenta muchos desafíos únicos al área, incluyendo nieve y clima severo, elevación alta y grados empinados, una carretera de seis carriles, un camino de bici y volúmenes de tráfico altos, así como múltiples especies de fauna, incluyendo lince.
Tras recibir 36 propuestas de nueve países, un jurado de expertos aclamados internacionalmente en las disciplinas de arquitectura del paisaje, ingeniería, arquitectura, ecología y transporte, seleccionaron a cinco finalistas en noviembre de 2010 para que desarrollaran sus diseños conceptuales para una estructura de paso de fauna. En enero de 2011, el equipo dirigido por HNTB con Michael Van Valkenburgh y asociados (Nueva York) fue seleccionado como ganador.  El diseño presenta un único tramo de hormigón de 100 m (328 ft), a través de la carretera, que está plantado con una variedad de tipos de vegetación, incluyendo un bosque de pino y pastos de pradera, para atraer a especies diferentes a cruzar. Un diseño modular pre-moldeado significa que mucho del puente puede ser construido fuera del sitio y trasladado a su lugar.

## Ecoductos en España
- En la Autovía del Cantábrico (A-8) a su paso por el municipio de Valdáliga (Cantabria) existen dos ecoductos abovedados de hormigón armado, recubiertos con excedentes de la propia obra, que facilitan el paso de fauna entre la parque natural del Saja-Besaya y el Monte Corona.
- En la Autovía Ruta de la Plata (A-66) a su paso por el municipio de La Antigua (León).
- En la Autovía Cantabria-Meseta (A-67) a la altura de la localidad de Molledo (Cantabria).
- En la Autovía A-381, existen varios falsos túneles para el paso de la fauna del parque natural de los Alcornocales.
- En la carretera A-483, entre El Rocío y Matalascañas (Andalucía) existe un ecoducto para el paso de fauna entre el parque nacional y el parque natural de Doñana.
- En la carretera A-494, entre Matalascañas y Mazagón (Andalucía) para el paso de fauna del parque natural de Doñana.